# LCI est @ vous
LCI est @ vous était une émission de télévision française, diffusé sur la chaîne d'information en continu LCI, depuis septembre 2006. Elle a été présentée par Damien Givelet, avec Benoît Gallerey de septembre 2009 à juillet 2013.

## Concept
LCI est @ vous était un journal construit à partir de la liste des articles les plus consultés sur le site internet de LCI et des informations décalées dénichées sur internet. L'émission a évoqué chaque jour l'actualité du net, les vidéos les plus regardées sur le web ou des histoires parmi les plus insolites. 

## Historique
De septembre 2006 à juin 2007[réf. souhaitée], LCI est à vous est diffusée du lundi au jeudi à 23 h 15.
À partir de septembre 2007[réf. souhaitée], l'émission devient LCI est @ vous. Elle est diffusée du lundi au vendredi à 21h40 (rediffusions à 23h10 et 0h10). Une édition week-end (LCI est @ vous week-end), enregistrée dans la rédaction, est diffusée le samedi à 11h10 et 19h10, ainsi que le dimanche à 10 h 10.
À partir de juin 2008[réf. souhaitée], l'émission se décline en talk-show hebdomadaire : Lundi Net, présenté par Benoît Gallerey et Valérie Expert, diffusé le lundi de 10h15 à 11h. En septembre 2008[réf. souhaitée], Lundi Net est remplacé par Le Buzz présenté par Damien Givelet (Bénédicte Le Chatelier à partir de mars 2009) et Benoît Gallerey le vendredi de 16 h 10 à 17 h.
À partir de septembre 2009, Benoît Gallerey accompagne Damien Givelet chaque soir pour LCI est @ vous à 22 h 40 et 23 h 40.[réf. souhaitée]
LCI est @ vous prend fin en juillet 2013.